# Oorlogsmonument Haren

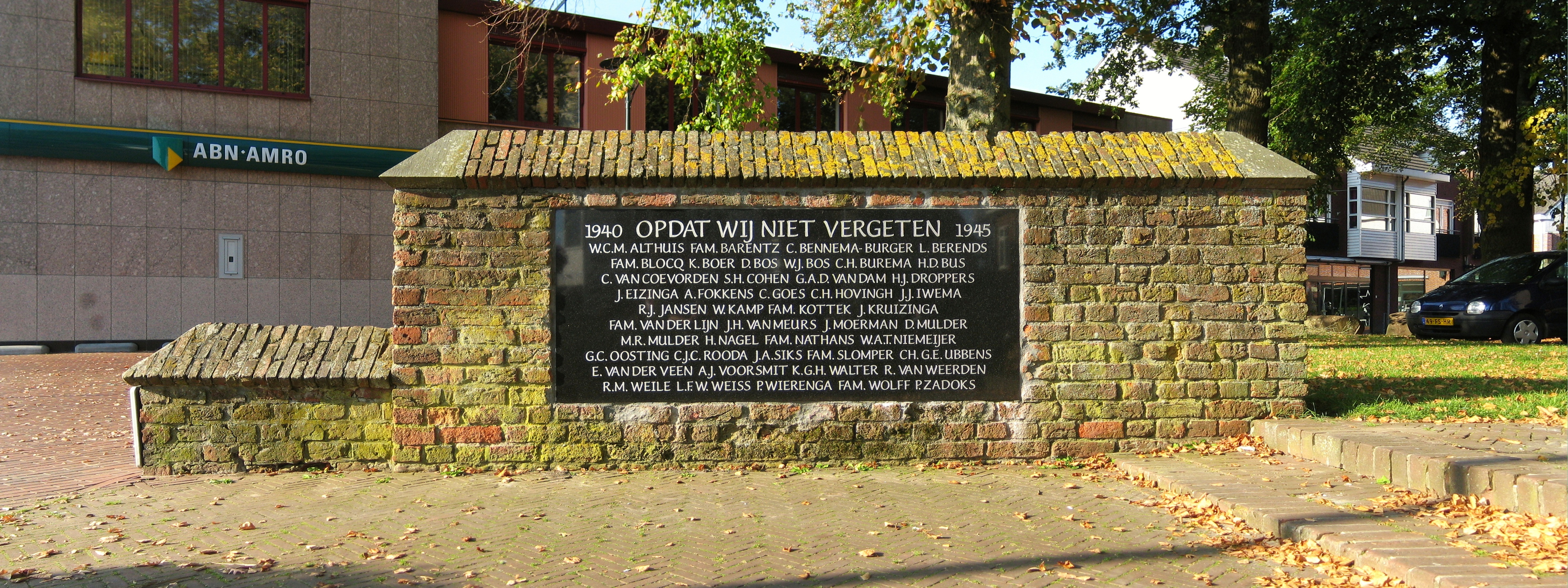
Het oorlogsmonument van Haren in 2011

Het oorlogsmonument van Haren is een gedenkteken in het Groninger dorp Haren, dat is opgericht ter herinnering aan de inwoners van het dorp die "tijdens de bezettingsjaren door oorlogshandelingen om het leven zijn gekomen".
Het monument, dat in 1949 werd onthuld, staat in het centrum van het dorp aan de Rijksstraatweg, nabij de ingang van de hervormde kerk. Het bestaat uit een gemetseld langwerpig bakstenen muurtje, waarop een uit zwarte natuursteen vervaardigde plaquette is aangebracht. Op deze gedenkplaat is de tekst OPDAT WIJ NIET VERGETEN vermeld, met daaronder de namen van 49 tijdens de Tweede Wereldoorlog omgekomen personen en families.